# Liptandjes

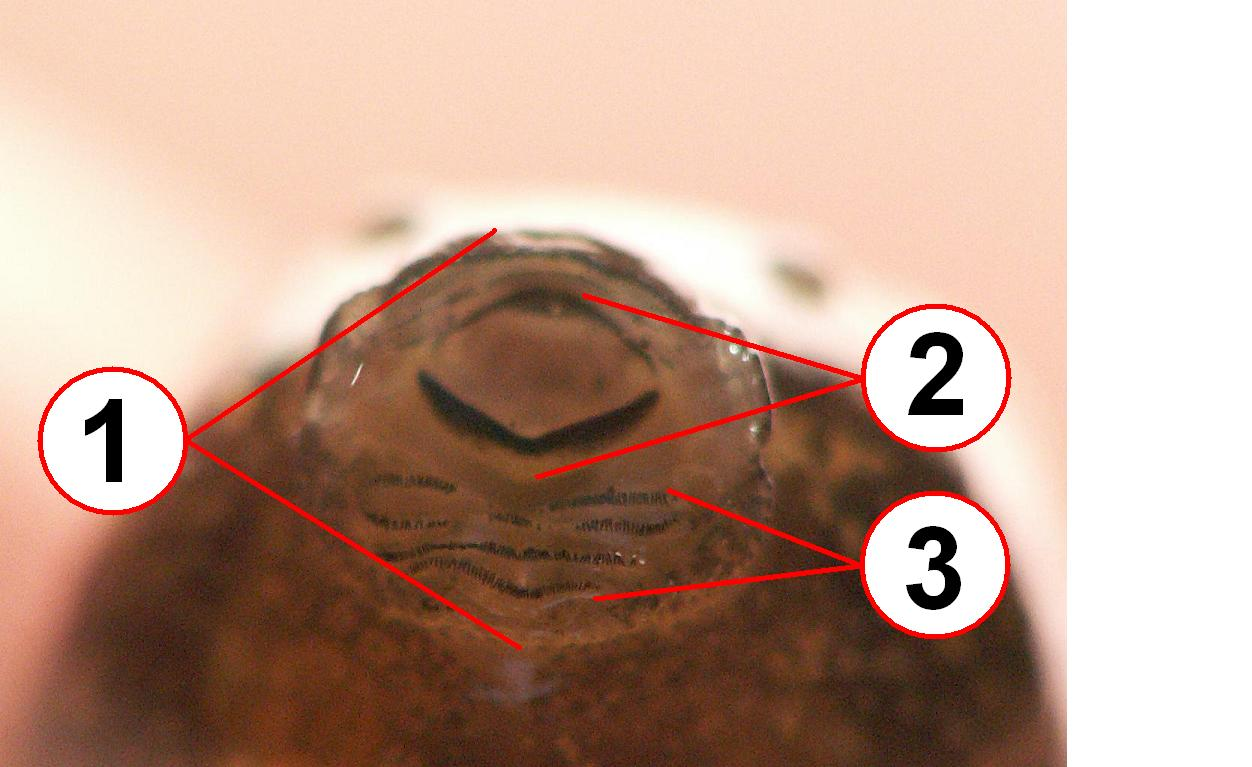
Mondveld (1), mondopening (2) en liptandjes (3) op de onderlip van de larve van de bruine kikker.

Liptandjes zijn verhoornde structuren die ontstaan in de huid van het mondveld van de larven van kikkers. De liptandjes hebben een soortspecifieke vorm en indeling en zijn een belangrijk determinatiekenmerk. Andere soortspecifieke kenmerken zijn de vorm en grootte van het mondveld, de hoornkaak en de mondpapillen. 
Tijdens de metamorfose van larve naar kikker verliest de larve zijn 'tanden'. Volwassen kikkers hebben soms tanden maar deze zijn vergroeid met de kaak.